# Falsomesosella grisella
Falsomesosella grisella är en skalbaggsart som först beskrevs av White 1858.  Falsomesosella grisella ingår i släktet Falsomesosella och familjen långhorningar. Inga underarter finns listade i Catalogue of Life.